# Одоєвський Данило Сергійович
Данило Сергійович Одоєвський (рос. Дании́л Серге́евич Одо́евский, нар. 22 січня 2003, Санкт-Петербург, Росія) — російський футболіст, воротар клубу «Зеніт».
На права ореди грає в клубі «Ростов».

## Ігрова кар'єра

### Клубна
Данило Одоєвський є вихованцем школи олімпійського резерву при футбольному клубі «Зеніт». До десятирічного віку Данило грав на позиції воротаря і нападника. Та згодом він визначився з позицією на полі і зікріпився в якості воротаря. У віці 15 - ти років вовтар привернув до себе увагу скаутів деяких московських клубів. Та у 2019 році він підписав професійний контракт з пітерським «Зенітом».
У вересні 2019 року Одоєвський був заявлений за «Зеніт - 2», що виступає у Другій лізі.
16 травня 2021 року Одоєвський дебютував у першій команді «Зеніта» в РПЛ.
Сезон 2023/24 воротар провів в оренді в клубі Першої ліги «Волгар» (Астрахань).
В липні 2024 року Одоєвський відбув в оренду до кінця сезону в клуб Прем'єр-ліги «Ростов».

### Збірна
З 2018 року Данило Одоєвський захищає кольори юнацьких збірних Росії.

## Досягнення
Зеніт
 Чемпіон Росії (3): 2020/21, 2021/22, 2022/23
 Переможець Кубка Росії: 2019/20
 Переможець Суперкубка Росії (3): 2020, 2021, 2022

## Особисте життя
Данило вільно володіє англійською мовою. Цікавиться електронною музикою.